# 엘로
엘로 (ELO, 본명: 오민택, 1991년 2월 11일 ~ )는 대한민국의 R&B 가수 및 싱어송라이터이며, 소속사는 AOMG이다.

## 음반 활동
- 2013년 4월 5일 - [Digital Single] Blur
- 2013년 5월 28일 - [Digital Single] Parachute
- 2015년 1월 29일 - [Digital Single] Your Love
- 2016년 2월 19일 - [Digital Single] Friends With Benefits
- 2016년 8월 26일 - [EP] 8 Femmes
- 2018년 5월 11일 - Gradation Vol.1
- 2018년 5월 15일 - Gradation Vol.2
- 2018년 5월 24일 - Gradation Vol.3
- 2018년 5월 29일 - Gradation Vol.4
- 2018년 12월 11일 - 나 홀로 집에
- 2019년 11월 7일 - ODD
- 2020년 6월 16일 - Cupcake

### 참여 음반
- 스윙스 - 감정기복 2 Part.2 : 강박증
- 로꼬 - LOCOMOTIVE
- 사이먼 도미닉 - W & ONLY
- 이로한 - 이로한
- 챈슬러, 박재범, 이하이, BIBI, JAMIE, 문수진, 범키, 서사무엘, 수란, 베이빌론, Hoody, SUMIN, MRSHLL, Ann One ELO, 트웰브, oceanfromtheblue, Jiselle, SOLE, THAMA, K.vsh, JINBO, jerd, Soovi, B.E.D., Xydo, Owell Mood, NONE - AUTOMATIC REMIX
- 브론즈 - East Shore : Bobble
- 브론즈 - MILLENNIUM : LET ME IN, MY STYLE